# Archi
Archi est une commune italienne d'environ 2 300 habitants, située dans la province de Chieti, dans la région Abruzzes, en Italie méridionale.

## Monuments et patrimoine
- Palais du baron de Archi

## Administration
| Période                                  | Période | Identité | Étiquette | Qualité |
| ---------------------------------------- | ------- | -------- | --------- | ------- |
|                                          |         |          |           |         |
| Les données manquantes sont à compléter. |         |          |           |         |

### Hameaux
Caduna, Canala, Cannella, Colle della Guardia, Colle Verri, Fara d'Archi, Fonte Cittadone, Fonte Maggiore, Grotte, Ischia d'Archi, Macchie Pianello, Montagna, Piane d'Archi, Pianello, Rascitti, Rongiuna, Ruscitelli, San Luca, Sant'Amico, Solagne, Valle Franceschelli, Zainello

### Communes limitrophes
Altino, Atessa, Bomba, Perano, Roccascalegna, Tornareccio